# Ja tuči razvedu rukami...
Ja tuči razvedu rukami... (in russo Я тучи разведу руками...?) è il quarto album in studio della cantante russa Irina Allegrova, pubblicato il 30 marzo 1996 dalla Rec Records e АRС Records.

## Tracce
Musiche di Igor' Krutoj.
1. Ja tuči razvedu rukami... – 4:15 (testo: Il'ja Reznik)
2. Celuj menja – 3:32 (testo: Tat'jana Tutova)
3. Ladoni – 3:50 (testo: Evgenij Kemerovskij)
4. Ljubovnica – 4:06 (testo: Jurij Rybčinskij)
5. Zanaves – 4:01 (testo: Il'ja Reznik)
6. Medovyj mesjac – 3:32 (testo: Igor' Kochanovskij)
7. Nu i pust' – 3:44 (testo: Igor' Nikolaev)
8. Devočka po imeni Choču – 3:52 (testo: Arkadij Arkanov)
9. Imeniny čërstvye – 3:40 (testo: Nikolaj Zinov'ev)
10. Včera – 3:36 (testo: Igor' Nikolaev)
11. Svadebnye cvety – 3:49 (testo: Igor' Nikolaev)
12. Ožidanie – 3:37
13. Ljubiš' ili net? – 3:39 (testo: Igor' Nikolaev)
14. Ispoved' – 3:53 (testo: Jurij Rybčinskij)